# Melaniellaceae
Melaniellaceae es una familia de hongos, orden Doassansiales, clase Exobasidiomycetes, división Basidiomycota. Tiene un solo género Melaniella.

## Especies
- Melaniella oreophila
- Melaniella selaginellae